# BIENALSUR
BIENALSUR es una bienal internacional de arte contemporáneo sin fines comerciales. Es organizada por la Universidad Nacional de Tres de Febrero (UNTREF) y la Fundación Foro del Sur proponiendo una inédita cartografía transnacional para visibilizar la producción artística global. La bienal se despliega desde el hotel de Inmigrantes, sede del MUNTREF en Buenos Aires a los cinco continentes, conformando el evento cultural más expandido del mundo.
En 2025, estará presente en 16 países y 32 ciudades, con la participación de más de 350 artistas y 84 sedes que conforman la comunidad BIENALSUR. Desde su creación en 2017, 2.500 artistas participaron de la bienal.
El director general es Aníbal Jozami, rector de la UNTREF, y Diana Wechsler como directora artístico-académica, a quienes se suma un consejo internacional de curaduría y equipos de curadores y de productores locales e internacionales.
Los procesos bianuales incluyen obras y proyectos resultado de convocatorias abiertas internacionales, con propuestas específicas e inéditas, más artistas clave invitados por la organización. El Consejo Internacional de Curaduría de BIENALSUR busca patrones comunes en los proyectos presentados, sobre los que se trazan los ejes curatoriales de cada edición, atendiendo de esta forma a que los temas surjan de la recurrencia dentro del conjunto total de propuestas. Algunos de estos ejes: crisis medioambientales, derechos humanos, migraciones, inteligencia artificial y futuros posibles. Las exposiciones se realizan simultáneamente en diferentes museos, centros culturales y espacios públicos, siendo uno de los principales objetivos abrir perspectivas para la reflexión y el promover la democratización del acceso al arte contemporáneo.